# 神立東玉文武
神立東玉文武（しんりつとうたまぶんぶ）とは、日本の大学群の一つを示す通称であり、首都圏に本部がある私立大学のうち、下記中堅私立大学6校が括られている。名称は、各大学の漢字表記の頭文字の組み合わせによるものである。
- (神) - 神奈川大学
- (立) - 立正大学
- (東) - 東京経済大学
- (玉) - 玉川大学
- (文) - 文教大学
- (武) - 武蔵野大学

## 概要
神立東玉文武は、受験業界では受験難易度について中堅大学に位置付けられ、一般的に日東駒専に準ずる大学をグループ化したものであり、日東駒専の下位互換として位置付けられる大学群とされている。またGMARCH、成成明学獨國武の滑り止めや日東駒専の併願によく受験される大学である。各大学とも歴史と伝統のある大学であり、教育、スポーツ、芸能をはじめ各界で活躍する出身者も多く、特定の学術分野や社会においても一定の評価を得ている特徴があるとされる。

## 一覧
| 略字 | 大学名       | 前身             | 創立年 | 大学設置年 | 設置学部 | キャンパス                                                                                    |
| ---- | ------------ | ---------------- | ------ | ---------- | --- | --------------------------------------------------------------------------------------------- |
| 神   | 神奈川大学   | 横濱専門学校     | 1928年 | 1949年     | 法・経済・経営・国際日本・外国語・人間科学・理・工・化学生命・情報・建築                                               | 横浜(神奈川県横浜市神奈川区六角橋3-27-1) みなとみらい(神奈川県横浜市西区みなとみらい4-5-3)    |
| 立   | 立正大学     | 飯高檀林         | 1872年 | 1924年     | 仏教・文・経済・経営・法・心理・社会福祉・地球環境科学・データサイエンス                                               | 品川(東京都品川区大崎4-2-16) 熊谷(埼玉県熊谷市万吉1700)                                       |
| 東   | 東京経済大学 | 大倉商業学校     | 1900年 | 1949年     | 経済・経営・コミュニケーション・現代法                                                                                 | 国分寺(東京都国分寺市南町1-7-34) 武蔵村山(東京都武蔵村山市学園5-22-1)                         |
| 玉   | 玉川大学     | 玉川工業専門学校 | 1929年 | 1947年     | 文・農・工・経営・教育・芸術・リベラルアーツ・観光                                                                     | 玉川(東京都町田市玉川学園6-1-1)                                                               |
| 文   | 文教大学     | 立正裁縫女学校   | 1927年 | 1966年     | 教育・人間科学・文・情報・国際・健康栄養・経営                                                                         | 越谷(埼玉県越谷市南荻島3337) 湘南(神奈川県茅ヶ崎市行谷1100) 東京あだち(東京都足立区花畑5-6-1) |
| 武   | 武蔵野大学   | 武蔵野女子学院   | 1924年 | 1965年     | 文・法・経済・経営・教育・人間科・工・データサイエンス・グローバル・薬・看護・アントレプレナーシップ・ウェルビーイング | 有明(東京都江東区有明3-3-3) 武蔵野(東京都西東京市新町1-1-20)                                  |

## 類似した呼称・関連項目
- 文東立松 - 文教大学・東京経済大学・立正大学・二松学舎大学としたもの。[5][6][7]
- 文東立松産玉武 - 文東立松の文教大学・東京経済大学・立正大学・二松学舎大学の大学に加えて、産業能率大学・玉川大学・武蔵野大学を含むもの。[8][9]